# Costituzione dell'Albania
La costituzione dell'Albania (in albanese: Kushtetuta e Shqipërisë) è stata adottata dal Parlamento il 28 novembre 1998. È divisa in molti atti diversi. La precedente Costituzione del 1976 fu adottata il 28 dicembre 1976 e pesantemente modificata il 5 settembre 1991.

## Storia
A causa dell'instabilità politica, l'Albania ha avuto molte costituzioni durante la sua storia. La nazione che inizialmente era costituita come una monarchia nel 1914, per breve tempo fu una repubblica nel 1925, poi tornò ad essere una monarchia autoritaria nel 1928. In seguito alla liberazione dal dominio italiano, divenne una repubblica socialista formalmente dal 1946 fino alla caduta del comunismo in Albania nel 1992, che portò all'emanazione dell'attuale costituzione nel 1998, approvata dopo il referendum istituzionale dell'anno precedente.

## Descrizione
L'attuale Costituzione definisce l'Albania come una repubblica costituzionale parlamentare unitaria. Ha un corpo legislativo unicamerale composto da 140 membri, che eleggono il Presidente, come capo dello Stato, il Consiglio dei ministri, il Primo ministro come capo del governo, il Vice primo ministro e tutti gli altri ministri.
La Costituzione è divisa in due parti, una delle quali è la sovranità e l'altra i diritti fondamentali dei cittadini. La Costituzione soddisfa tutti i requisiti per una moderna costituzione europea.

## Struttura
| Parte | Argomento                                            | Contenuto |
| ----- | ---------------------------------------------------- | --- |
| I     | Principi di base                                     | |
| 2     | Diritti umani fondamentali e Libertà                 | Principi generali; Diritti personali e Libertà; Diritti politici; Libertà ed Economia; Diritti sociali e culturali e Libertà; Obiettivi sociali e Avvocato popolare |
| 3     | Assemblea dell'Albania                               | Elezione e Termine; Deputati; Organizzazione e Funzioni; Processo legislativo; Consiglio dell'Assemblea                                                             |
| 4     | Presidente della Repubblica d'Albania                | |
| 5     | Consiglio dei ministri e Primo ministro dell'Albania | |
| 6     | Governo locale                                       | |
| 7     | Atti e Accordi                                       | Atti normativi; Accordi internazionali |
| 8     | Magistratura dell'Albania                            | Corti; Alto Consiglio |
| 9     | Ufficio del Procuratore                              | |
| 10    | Referendum                                           | |
| 11    | Commissione elettorale centrale                      | |
| 12    | Finanze pubbliche                                    | |
| 13    | Controllo ad alto stato                              | |
| 14    | Forze Armate dell'Albania                            | |
| 15    | Misure straordinarie                                 | |
| 16    | Corte costituzionale dell'Albania                    | |
| 17    | Revisione della Costituzione                         | |
| 18    | Disposizioni transitorie e finali                    | |